# 干草市场悲剧
《干草市场悲剧》（英語：The Haymarket Tragedy）是一本1984年出版的历史书，作者是保罗·阿夫里希，讲述了干草市场事件与审判。內容涉及美国历史以及无政府主义。